# Sousafono

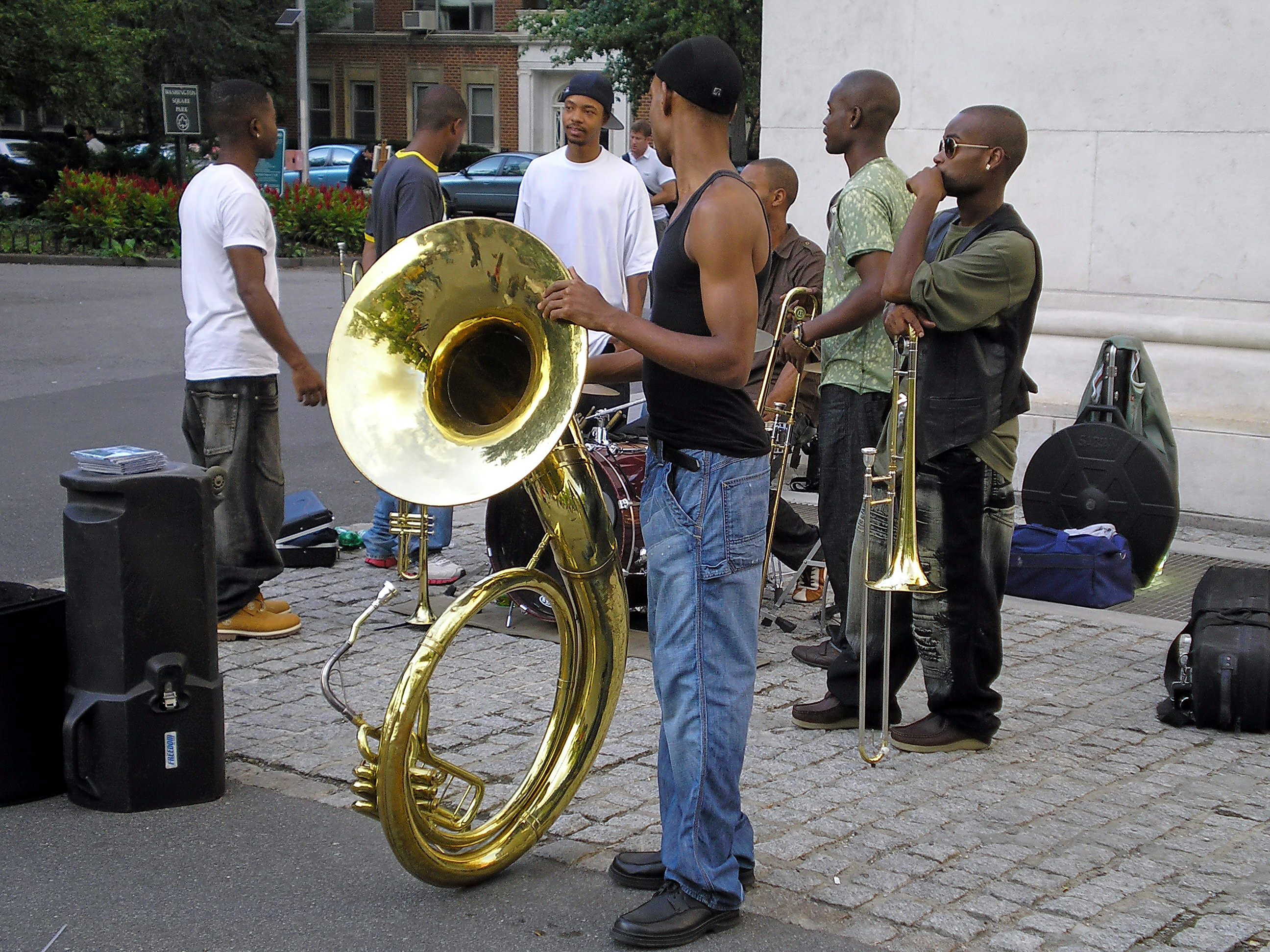
Sousafono

Il sousafono o susafono (in inglese: sousaphone) è uno strumento musicale grave della famiglia degli ottoni. È impiegato soprattutto nelle bande ed è stato sviluppato negli Stati Uniti.

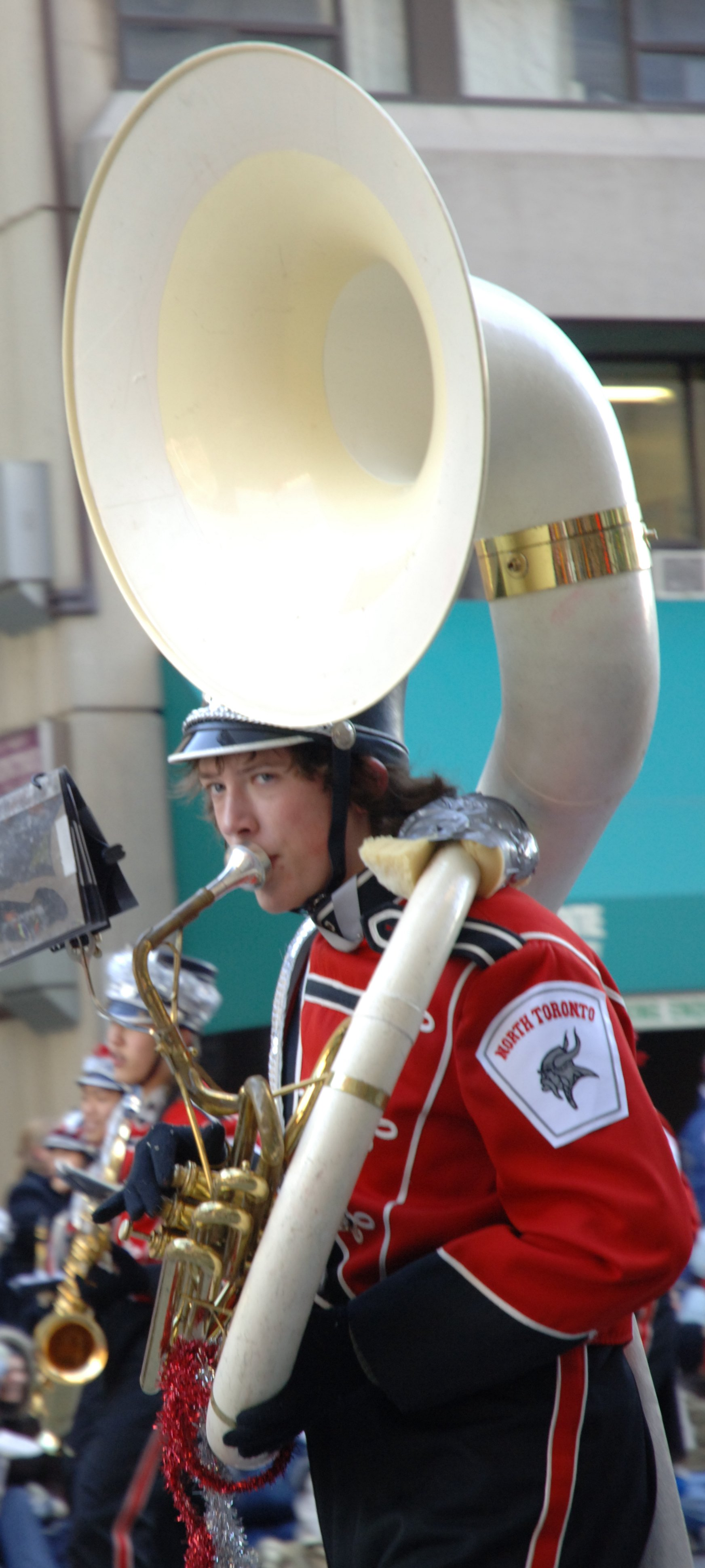
Un sousafono bianco fatto in materiali moderni

## Tecnica
Si tratta di uno strumento appartenente alla famiglia degli ottoni a tre pistoni, caratterizzato da un ampio padiglione e dalla tipica forma ad anello derivata dall'helicon. Generalmente è intonato in si bemolle, anche se esistono modelli in fa e mi bemolle. Come la tuba, può essere scritto in note reali (chiave di basso) o come strumento traspositore (chiave di basso o di violino).
Rispetto alla tuba tradizionale, il susafono ha migliore trasportabilità e usabilità in posizione eretta e in marcia, dal momento che si avvolge intorno al musicista e poggia sulla spalla sinistra, lasciando una più ampia libertà di movimento.
Dagli anni '60 esistono strumenti realizzati in gran parte in vetroresina bianca che, pur offrendo un suono meno ricco, consente un notevole risparmio in peso, in più si suona soprattutto nelle bande.

## Storia
Fu sviluppato negli stabilimenti di J.W. Pepper negli anni novanta del XIX secolo, su richiesta del famoso compositore e maestro di banda statunitense John Philip Sousa, modificando l'helicon e il basso tuba.
La banda di Sousa, all'epoca, utilizzava gli helicon, bassi dal canneggio molto sottile con una piccola campana rivolta a 45° che producevano un suono sottile e "sparato" in maniera molto direzionale lontano dalla banda. Sousa voleva uno strumento ergonomico come l'helicon ma con un canneggio più ampio, una grande campana ed un suono caldo che avvolgesse tutta la banda, direzionato verso l'alto come nella tuba tradizionale.
La campana staccabile, orientabile e rivolta in avanti venne sviluppata solo intorno agli anni '20 del XX secolo: in precedenza lo strumento somigliava ad un ombrello rovesciato ("raincatcher").

## Pro e contro
Sousafono o tuba? Ci sono pro e contro.
A favore del sousafono giocano questi elementi:
- Il sousafono è più ergonomico della tuba, è ideale per la marcia e per suonare in piedi.
- La tuba richiede sempre e comunque un'imbragatura per essere trasportata in marcia.
- Nelle bande vi è ampia disponibilità di strumenti, anche se spesso in cattivo stato di conservazione.
- L'ampia campana è un elemento visivamente irrinunciabile e di sicuro effetto.

D'altra parte:
- Il sousafono ha solo tre cilindri, quindi presenta maggiori problemi di intonazione ed una minore estensione. C’è però una variante della Conn a 4 pistoni.
- Il canneggio più sottile offre un suono più chiaro e direttamente percepibile, meno efficace musicalmente.
- La campana orientata in avanti offre direzionalità al suono (anche se minore dell'helicon) ed un effetto meno diffuso di sostegno.
- Anche suonando da seduti, il peso del suosafono grava sul musicista, a meno di usare ingombranti supporti. La tuba appoggia su un "piede" verticale o direttamente sulla sedia tra le gambe del musicista.

## Utilizzo
Il sousaphone trova oggi il suo utilizzo quasi esclusivamente nelle marching band, nelle Guggenmusik molto diffuse in Svizzera ed in particolare nel carnevale di Basilea, gruppi tradizionali di musica dixieland e New Orleans. Le bande preferiscono in grande maggioranza il suono più caldo e meno direzionato del basso tuba.